# Per-Jackstjärnen
Per-Jackstjärnen är en sjö i Vilhelmina kommun i Lappland och ingår i Ångermanälvens huvudavrinningsområde. Sjön har en area på 0,0966 kvadratkilometer och ligger 350,3 meter över havet.

## Delavrinningsområde
Per-Jackstjärnen ingår i det delavrinningsområde (716624-154381) som SMHI kallar för Ovan VDRID = Baksjöbäcken i Vojmåns vattendragsyta. Medelhöjden är 355 meter över havet och ytan är 15,23 kvadratkilometer. Räknas de 326 avrinningsområdena uppströms in blir den ackumulerade arean 3 505,33 kvadratkilometer. Vojmån som avvattnar avrinningsområdet har biflödesordning 2, vilket innebär att vattnet flödar genom totalt 2 vattendrag innan det når havet efter 270 kilometer. Avrinningsområdet består mestadels av skog (49 procent) och sankmarker (37 procent). Avrinningsområdet har 1,45 kvadratkilometer vattenytor vilket ger det en sjöprocent på 9,5 procent.